# Айреняц
Айрена́ц (арм. Հայրենյաց) — село в Армении, в Ширакской области.

## География
Община села Айренац находится на северо-западе страны.